# Jean-Claude Magnan
Jean-Claude Magnan (Aubagne, 4 de junio de 1941) es un deportista francés que compitió en esgrima, especialista en la modalidad de florete.
Participó en cuatro Juegos Olímpicos de Verano entre los años 1960 y 1972, obteniendo en total cuatro medallas: plata y bronce en Tokio 1964, oro en México 1968 y bronce en Múnich 1972. Ganó seis medallas en el Campeonato Mundial de Esgrima entre los años 1963 y 1971.

## Palmarés internacional
| Juegos Olímpicos   | Juegos Olímpicos          | Juegos Olímpicos  | Juegos Olímpicos    |
| Año                | Lugar                     | Medalla           | Prueba              |
| ------------------ | ------------------------- | ----------------- | ------------------- |
| 1964               | Tokio (Japón)             | Medalla de plata  | Florete individual  |
| 1964               | Tokio (Japón)             | Medalla de bronce | Florete por equipos |
| 1968               | Ciudad de México (México) | Medalla de oro    | Florete por equipos |
| 1972               | Múnich (RFA)              | Medalla de bronce | Florete por equipos |
| Campeonato Mundial |                           |                   |                     |
| Año                | Lugar                     | Medalla           | Prueba              |
| 1963               | Danzig (Polonia)          | Medalla de oro    | Florete individual  |
| 1963               | Danzig (Polonia)          | Medalla de bronce | Florete por equipos |
| 1965               | París (Francia)           | Medalla de oro    | Florete individual  |
| 1965               | París (Francia)           | Medalla de bronce | Florete por equipos |
| 1966               | Moscú (URSS)              | Medalla de plata  | Florete individual  |
| 1971               | Viena (Austria)           | Medalla de oro    | Florete por equipos |